# Jan Barchwitz
Jan Stanisław Barchwitz vel Barchwic (ur. 8 marca 1878 w Warszawie, zm. ?) – polski inżynier i działacz społeczny.

## Życiorys
Urodził się w rodzinie Stanisława Barchwitza (1831–1901), ewangelika, i Marii z Czamarskich (1828–1911), katoliczki. W 1898 ukończył w Warszawie 4-letnią szkołę niedzielno-handlową, a w czerwcu 1900 z odznaczeniem kursy handlowe Stefana Rogulskiego. W latach 1901–1904 kontynuował studia handlowe w Paryżu. W 1902 uczestniczył w organizacji tamtejszego gniazda „Sokoła Polskiego”. Od 1903 działał w Związku Młodzieży Polskiej „Zet”. W 1906 współorganizator Koła Polskiej Macierzy Szkolnej w Petersburgu, członek jej zarządu (1909–1910 i 1913–1914). W latach 1906–1914 sekretarz Zarządu Towarzystwa Gimnastycznego „Sokół Polski” w Petersburgu. Po wybuchu I wojny światowej współorganizator, a następnie od 1 września 1914 Sekretarz Komitetu Głównego Polskiego Towarzystwa Pomocy Ofiarom Wojny. Po rewolucji lutowej od 5 marca 1917 członek Komitetu Wykonawczego Polskiego Komitetu Demokratycznego w Piotrogrodzie, organizacji opowiadającej się za niepodległością Polski i reprezentującej sprawę polską przed rosyjskim Rządem Tymczasowym.
Po powrocie do kraju osiadł w Wilnie. Członek Komitetu Odbudowy Uniwersytetu Wileńskiego. Sekretarz Komitetu Obrony Wilna (1919). W marcu 1920 był zastępcą szefa Ekspozytury Wileńskiej Straży Kresowej. Związany z ruchem mesjanistycznym, publikował teksty w czasopiśmie „Wiedza i Przyroda”. Był także działaczem harcerskim, opublikował tekst Ideologia Harcerstwa Polskiego a starsze społeczeństwo (Wilno 1922). W latach 1921–1925 był wiceprezesem spółki handlowej Centrala Kresowa dla Handlu, Przemysłu i Rolnictwa. W latach 30. był dyrektorem Związku Przeciwżebraczego w Warszawie. W maju 1938 podjął pracę w Izbie Przemysłowo-Handlowej w Wilnie jako kierownik sekretariatu gospodarczego, a potem jako kierownik Referatu Finansowego.
Był encyklopedystą. Został wymieniony w gronie edytorów trzytomowej Podręcznej encyklopedii handlowej wydanej w 1931 w Poznaniu .
Był mężem Marii Strenger (1883–1952), która została pochowana na cmentarzu św. Maurycego we Wrocławiu (pole 2-7-30). Tablica nagrobna wskazuje, że jest to grób Jana i Marii Barchwiców. Jednak w dokumentach znaleziono potwierdzenie zamieszkania i pochowania we Wrocławiu jedynie Marii Barchwic. Wg niezweryfikowanych dotychczas przekazów Jan Barchwic zginął w latach 40. na Wileńszczyźnie.

## Ordery i odznaczenia
- Krzyż Kawalerski Orderu Odrodzenia Polski (27 listopada 1929)[13]
- Złoty Krzyż Zasługi (11 listopada 1935)[9]
- Medal Niepodległości (13 kwietnia 1931)[14]